# ベンジャミン・トレイシー

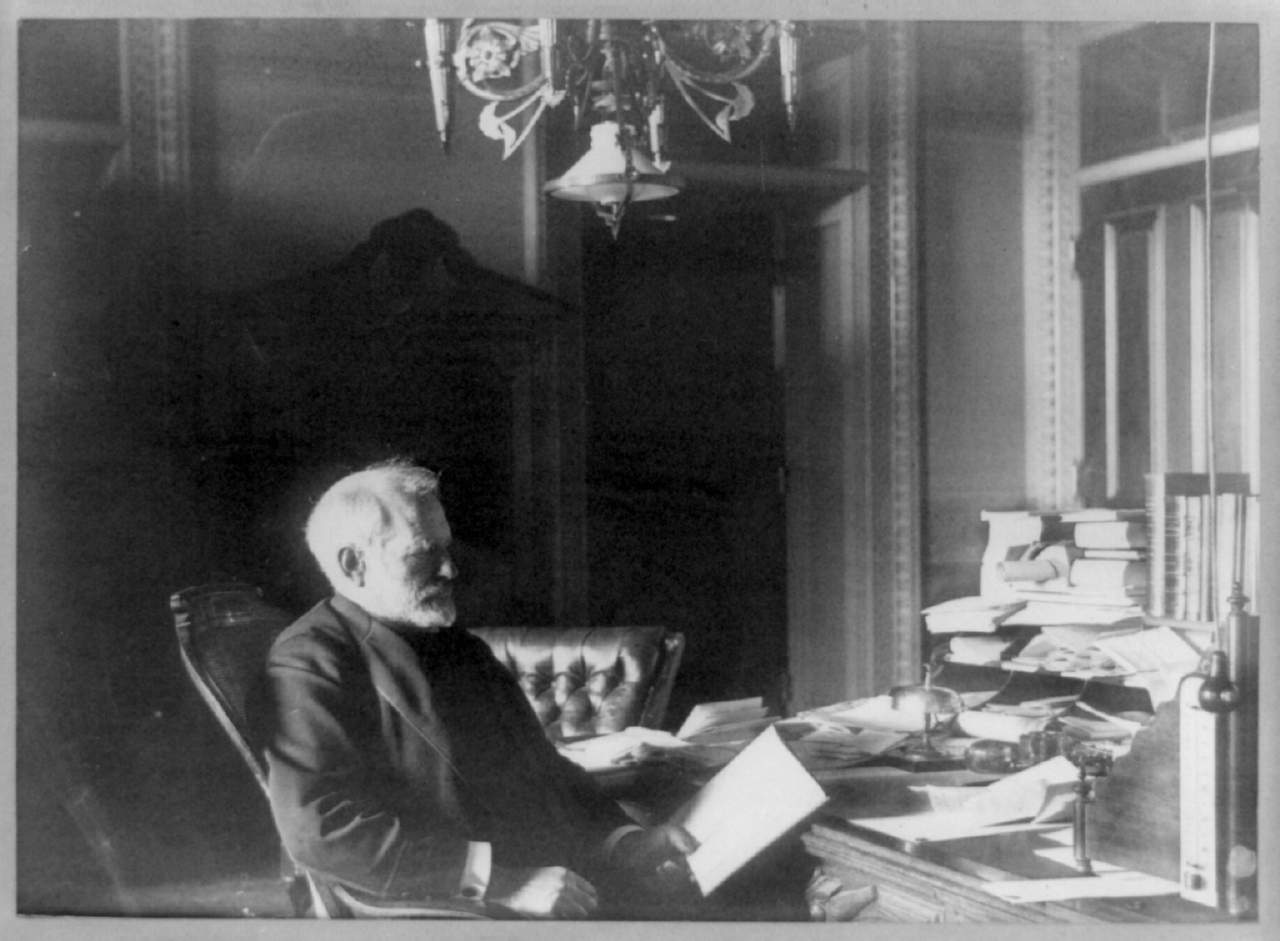
ベンジャミン・トレイシー

ベンジャミン・フランクリン・トレイシー（Benjamin Franklin Tracy, 1830年4月26日 - 1915年8月6日）は、アメリカ合衆国の政治家。1889年から1893年までベンジャミン・ハリソン大統領の下で海軍長官を務めた。

## 生涯

### 青年期
1830年、トレイシーはニューヨーク州オウェゴで生まれた。トレイシーはオウェゴで育ち、法律を学んだ。トレイシーは1851年にニューヨーク州から弁護士の認可を受けた。トレイシーは活発な弁護士として活動した。
1853年、トレイシーはホイッグ党の党員として、タイオガ郡の地方検事に選出された。だが間もなくホイッグ党が分裂を起こしたため、トレイシーはタイオガ郡で新党の設立を支援した。1855年、トレイシーは共和党に参加し、タイオガ郡の地方検事に再選された。

### 南北戦争
南北戦争勃発後の1862年、トレイシーはニューヨーク州下院議員に選出された。トレイシーは北軍のために戦う兵士の募集を支援した。またトレイシーも、ニューヨーク州第109志願兵連隊で大佐を務めた。トレイシーは1864年5月6日のウィルダネスの戦いに参加した。1864年、トレイシーは北軍の准将に昇格し、第127黒人連隊の司令官となった。翌1865年、トレイシーはニューヨーク州のエルマイラ戦争捕虜キャンプで監督官となった。
南北戦争終戦後、アンドリュー・ジャクソン大統領はトレイシーをニューヨーク州東地区の合衆国地方検事に指名した。トレイシーは1873年まで地方検事を務めた後、弁護士業を開業した。1881年、トレイシーはニューヨーク州知事ニューヨーク州控訴裁判所首席判事に指名され、公職に復帰した。トレイシーは首席判事を1年間務めた。

### 海軍長官
1888年、ベンジャミン・ハリソン大統領はトレイシーを海軍長官に指名した。トレイシーは戦いに容易に勝つことのできる力強い「2つの海の海軍」を掲げた。
トレイシーは合衆国における「新たな海軍」の構築に大きな役割を果たしたことで有名となった。合衆国海軍は南北戦争以後、大きく陳腐化していた。トレイシーは海軍組織に大改革を施し、それまでの沿岸防衛や通商破壊ではなく、攻撃面に重きを置いた戦略を主張した。この試みには海軍の理論家アルフレッド・セイヤー・マハン大佐が有力な協力者となった。1890年、マハンは The Influence of Sea Power upon History, 1660-1783 を刊行した。この著書においてマハンは歴史の例を引用して、公海上で戦うことのできる「青海原の海軍」の構築を支持した。
トレイシーはまた、近代的軍艦の構築を支援した。1890年6月30日、合衆国議会は海軍法案を可決し、3隻の戦艦の建造を認可した。これらの戦艦は、インディアナ、マサチューセッツ、オレゴンと命名された。さらにその2年後、戦艦アイオワ (BB-4)の建造が認可された。

### 晩年
海軍長官を退任後、トレイシーは弁護士業を再開した。トレイシーはベネズエラとイギリスとの間の境界線紛争について、和解交渉を支援した。
1895年、トレイシーは南北戦争中のウィルダネスの戦いでの戦績を評価され、名誉勲章を受勲した。公式な受勲理由は、「他の連隊が次々と後退する中、黒人を理解し、連隊を統率し、戦線を改善・維持した」ことであった。
1915年、トレイシーはニューヨーク市で死去した。トレイシーの遺体はニューヨーク市ブルックリン区のグリーンウッド墓地に埋葬された。
トレイシーの死後、合衆国海軍ではその功績を称えて、駆逐艦 USS Tracy (DD-214) にその名が付けられた。

## 家族
- 父親: ベンジャミン・トレイシー (Benjamin Tracy, 1794-1882)
- 母親: バスシェバ・ウッディン (Bathsheba Woodin, 1793-1866)